# 新垣勉 (弁護士)
新垣勉（あらかきつとむ、1946年 - ）は、日本の弁護士（登録番号：13560）。

## 来歴・人物
1968年中央大学法学部卒業。1973年弁護士登録。
反戦地主弁護団、代理署名拒否訴状大田知事弁護団に加わる。沖縄弁護士会常議員、日本弁護士連合会人権委員、沖縄弁護士会会長（2003年度）、日米地位協定改定の実現を求めるNGO事務局長を歴任。

## 著書
- 『沖縄はなぜ基地を拒否するのか』（共著、新日本出版社）
- 『日米地位協定―基地被害者からの告発』（共著、岩波ブックレットno554、岩波書店）ISBN 4000092545